# Црни, Васо Мискин
Васо Мискин Црни (сербохорв. Vaso Miskin Crni; 1916 — 1945) — участник Народно-освободительной войны Югославии и Народный Герой Югославии.

## Биография

### Ранняя жизнь
Васо родился в бедной крестьянской семье 14 января 1916 года в деревне Орашье-Површ, недалеко от Требинье.
Он закончил начальную школу и четыре класса гимназии в Требине. Из-за плохого материального положения Васо не смог продолжить образование, а начал заниматься ремеслом.
В железнодорожной мастерской в Сараево он изучал слесарное дело и очень рано присоединился к рабочему движению. Он общался со старшими рабочими, читал марксистскую литературу, участвовал в демонстрациях и забастовках в Сараево. В 1939 году он был принят в Коммунистическую партию Югославии.
После вступления в партию он стал одним из самых выдающихся руководителей политической работы в железнодорожной мастерской, секретарем партийной ячейки и активным членом профсоюза в Сараево. Сначала он был членом, а затем секретарем местного комитета коммунистической партии по Сараево.
В 1940 году на провинциальной конференции КПЮ по Боснии и Герцеговине он был избран членом бюро провинциального комитета КПЮ по Боснии и Герцеговине. После оккупации Королевства Югославия и создания усташского независимого государства Хорватия, в 1941 году в качестве секретаря местного комитета Васо активно работал над организацией сопротивления оккупантам.

### Арест
Помимо организации сопротивления в Сараево, он побывал в различных местах Восточной и Центральной Боснии, где проводил встречи с местными партийными организациями и говорил с народом о неизбежности вооруженной борьбы и целях Народно-освободительного движения. В одной из таких поездок, 22 июня 1941 года он был арестован усташами в Кане.
После ареста Васо был переведён в Сараево, где подвергался жестоким пыткам в тюрьме усташей. Зная о том, что Васо был одним из ведущих коммунистов в Сараево, усташи стремились получить от него информацию об именах других коммунистов и сотрудников Народно-освободительного движения.
Несмотря на жестокие пытки, Васо никого не выдал. В конце августа 1941 года ему удалось сбежать из тюрьмы вместе с тремя товарищами при помощи сараевской партийной организации. После побега он перешёл в Романию, где присоединился к партизанскому отряду.
До конца 1941 года Васо активно работал в освобождённых районах, путешествуя по деревням от Романии до Маевицы и от Горажда до Семберии. Он проводил собрания и конференции, рассказывая крестьянам о целях Народно-освободительного движения.
В начале 1942 года Васо был направлен на партийную работу в Герцеговину. В 1942 году, в период оккупации Италии, было предпринято крупное наступление против партизанских отрядов в Герцеговине. После вывода партизанских войск из Герцеговины, в середине июня 1942 года, Васо был назначен заместителем политического комиссара Герцеговинского партизанского отряда.
В августе 1942 года, когда из этого отряда была сформирована 10-я герцеговинская бригада, Васо стал заместителем политического комиссара и партийным руководителем бригады. Он занимал эту должность до возвращения бригады в Герцеговину после битвы при Сутьеске в июле 1943 года.
После возвращения бригады в Герцеговину в 1943 году, Васо покинул бригаду и продолжил политическую работу. Он занимался восстановлением партийных организаций, формированием народно-освободительных комитетов и массовых антифашистских организаций. С ноября 1943 года он занимал должность секретаря областного комитета КПСС по Герцеговине. Помимо политической деятельности на местах, он также принимал участие в создании партийных организаций в составе Народно-освободительной армии Югославии, в частности, в герцеговинских бригадах и 29-й герцеговинской дивизии.
С середины 1944 года Васо был членом областного народно-освободительного собрания и членом исполнительного комитета областного народно-освободительного комитета по Герцеговине, а затем секретарём областного комитета народно-освободительного фонда по Герцеговине.
Он был членом Национального антифашистского совета народного освобождения Боснии и Герцеговины и членом антифашистского совета народного освобождения Югославии.

### Смерть
После освобождения Югославии Васо переехал в Сараево, где занял должность секретаря местного комитета КПЮ по Сараеву. На этой должности он скончался 8 июля 1945 года. Он был похоронен в гробнице народных героев в мемориальном парке Враца на Требевиче, недалеко от Сараево.
Ещё при жизни, в декабре 1944 года, президентом антифашистского совета народного освобождения Югославии было принято решение отметить его вклад в национально-освободительное движение. Тем не менее награждение произошло спустя несколько дней после его смерти — 26 июля 1945 года: он был посмертно награждён орденом Народного Освобождения и провозглашён народным героем.
В честь него была переименована главная улица Сараево, которая до этого носила название Ферхадия. В 1992 году она получила название «улица Сараево».